# Eleanor Hull (1390–1460)
Pour les articles homonymes, voir Hull.
Ne doit pas être confondu avec Eleanor Hull.
Eleanor Hull, née Eleanor Malet vers 1394 et morte en 1460, est une dame de la noblesse britannique, connue pour ses traductions de l'ancien français en moyen anglais.

## Biographie
Eleanor Malet naît vers 1394, en tout cas dans la dernière décennie du XIVe siècle. Son père est John Malet d'Enmore, hobereau du Somerset ; il meurt en 1395. Sa mère se nomme Joan Hylle, d'Exeter ; elle se remarie en 1407, inaugurant une longue série de remariages. L'éducation d'Eleanor est manifestement assez poussée, incluant lecture et écriture en anglais, français et latin.
Elle-même se marie peut-être en 1407 et plus certainement en 1413, épousant John Hull, écuyer au service de la maison de Lancastre, probablement beaucoup plus âgé qu'elle. Elle en a un fils, Edward, qui naît entre 1413 et 1417. En 1417, elle entre au service de la reine Jeanne de Navarre ; avec son mari et son fils, elle déménage en conséquence pour l'abbaye de St-Albans,.
Elle est veuve en 1421 et quitte l'abbaye pour une de ses dépendances, le prieuré de Sopwell (en), à proximité immédiate de celle-ci. En 1444, il est hautement probable qu'elle s'installe en France avec son fils en prévision du mariage de Henri VI avec Marguerite d'Anjou ; en effet, Edward intègre à cette occasion le corps des chevaliers de la reine ; il meurt en 1453 à la bataille de Castillon,.
Jamais remariée, Eleanor Hull se retire probablement au prieuré de Cannington (en) au fond du Somerset, où elle meurt en 1460,.

## Œuvre littéraire

### Conservation
Les travaux d'Eleanor Hull sont conservés à la bibliothèque de l'université de Cambridge, dans la section MS Kk.1.6. La consignation de ces documents est le fait de Richard Fox, intendant de l'abbaye de St-Albans, mort en 1454, qui évoque l'auteur en l'appelant « Alyanore Hulle ». Puisqu'il est mort avant Eleanor, le travail de collecte et de compilation s'est effectué du vivant de celle-ci, mais alors qu'elle était difficilement joignable, retirée à Cannington.

### Contenu
L'œuvre d'Eleanor, intitulée Meditacyons vpon the VII dayes of the woke, en anglais moderne Meditations upon the seven days of the week, consiste en une traduction des sept psaumes pénitentiels de l'ancien français vers le moyen anglais (feuillets 2 à 147) ainsi qu'une traduction de méditations et de prières (feuillets 148 à 179). Ces traductions sont probablement réalisées durant les premières années du veuvage d'Eleanor, alors qu'elle réside à Sopwell et a probablement accès à la bibliothèque de St-Albans. Contrairement à ce qu'indique la numérotation des feuillets, le travail d'Eleanor a probablement commencé avec les traductions de prières et méditations avant de s'attaquer aux psaumes,. Les traductions d'Eleanor sont en tout cas probablement les premières faites par une femme en anglais moyen.
Les textes d'origine traduits par Eleanor ne sont pas parvenus aux historiens du XXe siècle. Un candidat intéressant était le texte rédigé au XIIe siècle pour Laurette d'Alsace, fille de Thierry d'Alsace ; toutefois, il s'avère que ce texte ne correspond pas à celui traduit par Eleanor.

### Analyse
Selon Margaret Deanesly, la traduction opérée par Eleanor est « très longue et laborieuse ». Néanmoins, elle constitue selon Alexandra Barratt « l'une des pièces les plus soutenues de l'exégèse scripturale en anglais moyen ». Notamment, il est avéré qu'elle a vraiment pesé ses choix de traduction et qu'elle a fait des choix conscients et réfléchis.
Pour autant, les deux volets de l'œuvre sont très différents dans leur ton et leur finalité. Les Meditacyons s'appuient sur la piété affective et imaginative, caractéristique d'une grande partie de la littérature dévotionnelle de l'époque. Le commentaire des Psaumes représente pour sa part une entreprise plus savante dans la mesure où il s'attache davantage à expliquer le processus d'interprétation qu'à poursuivre des fins mystiques.
Il est possible, quoique non attesté, qu'Eleanor ait rencontré le moine et poète John Lydgate et peut-être même travaillé avec lui. À l'instar de Lydgate, Eleanor Hull illustre l'effort des chrétiens anglais du quinzième siècle de réformer la théologie vernaculaire et de lui donner une certaine orthodoxie.

## Historiographie
La vie et surtout l'œuvre d'Eleanor Hull restent mal connues jusqu'à la fin du XXe siècle. Une première conférence donnée en 1987 à l'université de Cardiff permet de la faire connaître ; en 1995, elle est intégrée dans le Dictionary of National Biography. Surtout, dans l'esprit d'Eleanor, son travail était manifestement un acte de dévotion privé n'ayant pas vocation à devenir public,.
Les traductions d'Eleanor Hull sont en tout cas le signe que le prestige de l'anglais en tant que langue littéraire est croissant au XVe siècle.